# Unna Allakas Fjällstuga
Unna Allakas Fjällstuga of kortweg Unna Allakas is een berghut in het noorden van Zweden in een omgeving met veel meren. De hut is naar de berg Allakaisse genoemd, ook wel: Stuor Allakas of Allagá, die een aantal kilometers ten zuiden van de berghut ligt, is in beheer van het Zweeds toeristenbureau, ligt in de gemeente Kiruna op minder dan twee kilometer van de grens met Noorwegen en op 30 km van het Torneträsk op een kruising van vier wandelpaden en is met de auto niet te bereiken. Vanaf de hut is het vier kilometer naar de hut Cunojavrrehytta in Noorwegen, 24 km lopen naar de berghut naast het Abiskojaure, 14 km naar de Alesjaure en 30 km naar Riksgränsen. Het is mogelijk vanuit de hut de oude kopermijnen van Sjangeli te bezoeken.
- Zweedse toeristenbureau. officiële website.